# Çetenli, Altınözü
Çetenli là một xã thuộc huyện Altınözü, tỉnh Hatay, Thổ Nhĩ Kỳ. Dân số thời điểm năm 2011 là 2.222 người.